# Elsa (Yukon)
Elsa ist ein verlassener Ort im Territorium Yukon im Nordwesten Kanadas nördlich von Galena Hill (1432 m). Der Ort ist benannt nach der Schwester von Charlie Brefault, der hier im Jahre 1924 ein Blei-Zink-Silber-Claim absteckte.
Er liegt zwischen Mayo und Keno City bei Kilometer 96,9 des Silver Trail, rund 400 km nördlich von Whitehorse und 600 km östlich der Grenze zu Alaska. Elsa war immer in Privatbesitz und wurde von den Minengesellschaften verwaltet, die dort einst Silber, Blei und Zink aus den Minen entlang des Silver Trail verarbeiteten.
Der Ort wurde 1914 gegründet, als in der Region große Vorkommen an Silberbleierz entdeckt wurden. Im Jahre 1920 steckte die Keno Hill Limited, eine Tochtergesellschaft der Yukon Gold Company aus Dawson, sechshundert Silber-Claims am Keno Hill ab und machte einige Jahre später Silber-Funde am nahe gelegenen Galena Hill. Die Siedlung gewann ab 1935 an Bedeutung, als die Treadwell Yukon Company als Reaktion auf die Entdeckung der Calumet-Mineralienvorkommen ihre Mühle aus Wernecke abzog und nach Elsa verlegte. In den 1950er Jahren war Elsa der zweitgrößte Silberproduzent in Kanada und der viertgrößte in der Welt.
Mit der Schließung der Mine United Keno Hill im Jahre 1989 wurde Elsa verlassen und die meisten Gebäude abgerissen.